# あっ!鶴瓶のあの日に帰り道
あっ!鶴瓶のあの日に帰り道 （あっ!つるべのあのひにかえりみち）は、毎日放送（MBS）で1989年4月1日から10月3日まで放送された関西ローカルのトーク番組。

## 概要
番組は、笑福亭鶴瓶をパーソナリティーに、毎回ゲストと一緒にゲストの思い出の場所とゲストの友人たちと出会う番組。

## 出演
- 笑福亭鶴瓶

## ナレーター
- 野村啓司（当時、MBSアナウンサー　初期）
- 原田伸郎（後期　最終回にはゲストとして顔出し出演）
- 加藤康裕（MBSアナウンサー　最終回のみ）

## スタッフ
- 企画：駿河学
- 構成：かわら長介
- ブレーン：杉山好一、長谷川勝士、藤田智信、倉本美津留、宇野宇
- タイトル：五荘千尋
- 制作担当：松下浩二
- 演出：三村景一（MBS）、村上清身（エキスプレス）
- AP：浅沼順
- プロデューサー：渡辺高志（MBS）、高山良寛（松竹芸能）
- 協力：マンダラハウス、ティービーズ、アーチェリープロ、エキスプレス
- 制作協力：松竹芸能
- 製作著作：毎日放送